# Pókhálósgombafélék
A pókhálósgombafélék (Cortinariaceae) az Agaricomycetes osztályának és a kalaposgombák (Agaricales) rendjének egyik családja. A fajok döntő többsége a Cortinarius típusnemzetséghez tartozik. Nevüket onnan kapták, hogy a fiatal termőtestek lemezeit vékony, pókhálószerű fátyol (kortina) védi, amely igen hamar lefoszlik. A családba a tipikus kalaposgombákon kívül néhány szekotioid és gaszteroid (zárt termőtestű, pöfetegszerű) faj is tartozik.

## Jellemzői

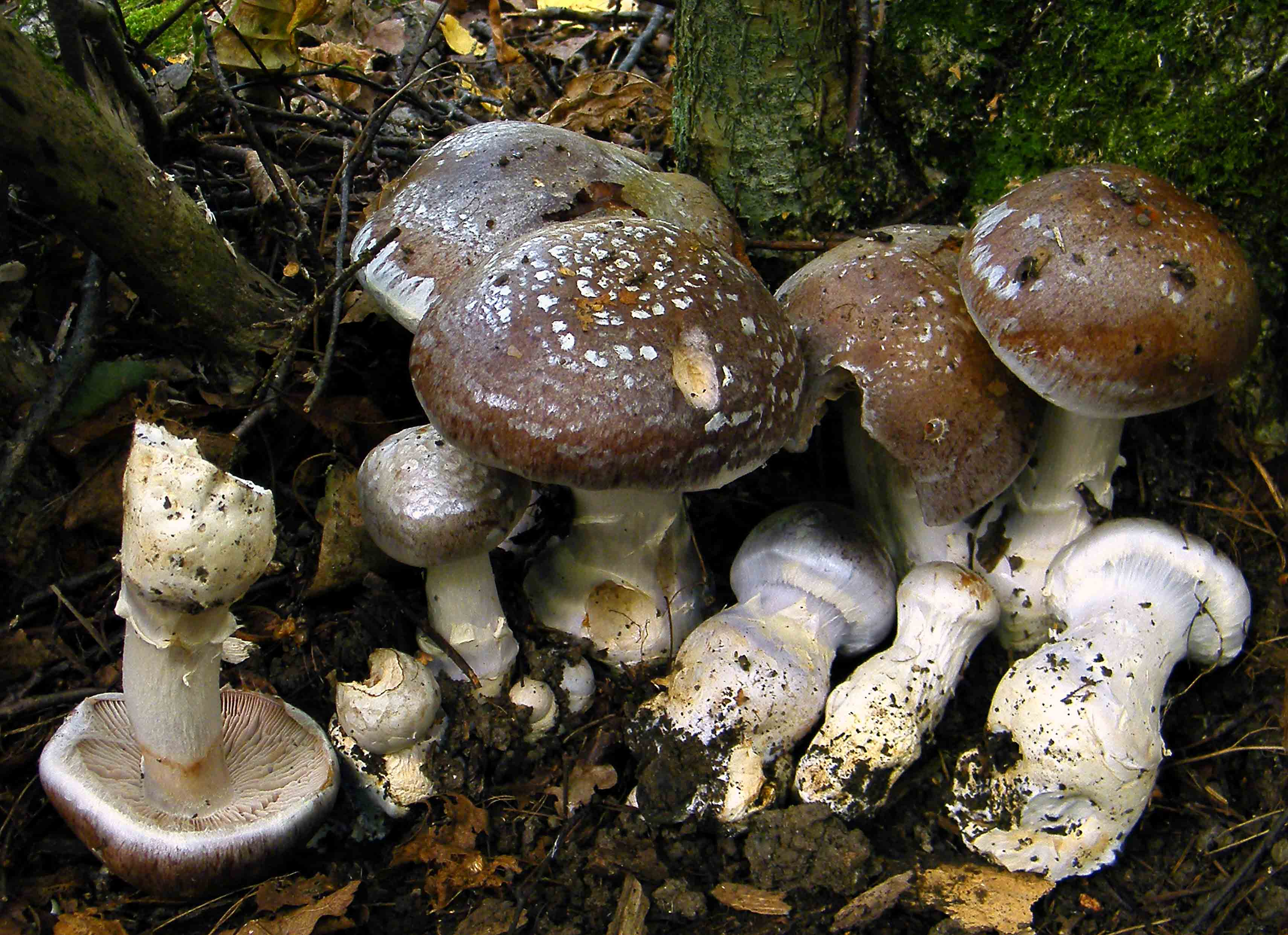
Óriás pókhálósgomba. Jól látszik fiatal példányok lemezeit védő pókhálószerű kortina

A pókhálósgombafélék családjának tagjai döntően tipikus kalaposgombák. Általában barnás vagy sárgás árnyalatúak, de gyakoriak az élénk színek is, mint a vöröses vagy a lila. A kalap felszíne egyaránt lehet száraz, selymes, sugarasan szálas, pikkelyes vagy ragadós. Termőrétegük lemezes, tönkjük általában centrális, néha excentrikus állású. A tönk is lehet sima vagy ragadós, alakja általában hengeres, egyes esetekben töve bunkósan vastag. A kortina maradványaként néha gallér vagy gallérzóna figyelhető meg rajtuk. A lemezek színe fiatalon többnyire a kalapéhoz hasonló (bár vannak kivételek); az idős gombák esetében az érett spórák miatt leginkább rozsdabarnára színeződnek. A lemezek éle egyes fajoknál a cheilocisztídiumok miatt pillás. A spórák lehetnek kerekded vagy hosszúkásak, vékony vagy vastagfalúak, simák vagy rücskösek. Jóddal nem festődnek, színük általában valamilyen barna.
Számos mérgező faj található közöttük, amelyek orellanint tartalmaznak. A Magyarországon is előforduló mérges pókhálósgomba halált is okozhat. 
A pókhálósgombafélék valamennyi kontinensen előfordulnak. Európában mintegy 600 faja él.  

## Osztályozása
Az osztályba a következő nemzetségek tartoznak:
- Cortinarius - 3180 faj
- Gigasperma - 1 faj
- Nanstelocephala - 1 faj
- Protoglossum - 1 faj
- Pyrrhoglossum - 10 faj
- Stephanopus - 5 faj

Bizonytalan helyzetű nemzetségek:
- Dermocybe - 6 faj (egyes szerzők különálló nemzetségek, mások a Cortinarius alnemzetségének tartják)
- Hydrocybe - 3 faj (egyes szerzők különálló nemzetségek, mások a Cortinarius alnemzetségének tartják)
- Myxacium - 1 faj (egyes szerzők különálló nemzetségek, mások a Cortinarius alnemzetségének tartják)
- Phlegmacium - 12 faj (egyes szerzők különálló nemzetségek, mások a Cortinarius alnemzetségének tartják)
- Rozites - 1 faj (egyes szerzők különálló nemzetségek, mások a Cortinarius alnemzetségének tartják)
- Thaxterogaster - 2 faj (egyes szerzők különálló nemzetségek, mások a Cortinarius alnemzetségének tartják)
- Hemistropharia - 1 faj (a Cortinariaceae családon kívül a Hymenogastraceae családba vagy a Tubaria nemzetségbe is sorolták)
- Meottomyces - 3 faj (a Cortinariaceae családon kívül a Tubaria nemzetségbe is sorolták)

## Fordítás
- Ez a szócikk részben vagy egészben  a   Schleierlingsverwandte című német Wikipédia-szócikk ezen változatának fordításán alapul.  Az eredeti cikk szerkesztőit annak laptörténete sorolja fel. Ez a jelzés csupán a megfogalmazás eredetét és a szerzői jogokat jelzi, nem szolgál a cikkben szereplő információk forrásmegjelöléseként.